# Leonhard Franz
Leonhard Franz (* 25. Oktober 1895 in Wien; † 9. Juli 1974 in Innsbruck) war ein österreichischer Prähistoriker.

## Leben
Das Studium in Wien und Göteborg schloss er 1921 mit der Promotion zum Dr. phil. an der Universität Wien ab. Nach der Habilitation 1926 für Urgeschichte an der Universität Wien war er von 1936 bis 1939 Professor für Urgeschichte an der Deutschen Universität Prag, von 1939 bis 1942 Professor für Vor- und Frühgeschichte an der Philologisch-Historischen Abteilung der Philosophischen Fakultät der Universität Leipzig und von 1942 bis 1967 Professor für Ur- und Frühgeschichte an der Universität Innsbruck. Während der Zeit des Nationalsozialismus trat er durch NS-nahe Positionen hervor.

## Schriften (Auswahl)
- Vorgeschichtliches Leben in den Alpen. Wien: Schroll 1929.
- mit Frederik Adama van Scheltema: Symbolik der europäischen Urzeit und der germanischen Völker. Leipzig: Hiersemann 1941.
- Die frühdeutschen Altertümer im Tiroler Landesmuseum zu Innsbruck. Innsbruck 1944, OCLC 692947604.
- Goethe und die Urzeit. Innsbruck 1949, OCLC 600599085.
- Die vorgeschichtlichen Altertümer von Fritzens. Innsbruck 1950, OCLC 891766553.
- Die Kultur der Urzeit Europas. Frankfurt am Main 1969, OCLC 603356657.